# Kreuzkirche (Gütersloh)
Die Kreuzkirche in Gütersloh ist eine 1958/59 erbaute Kirche auf dem Gelände des LWL-Klinikums Gütersloh. Es handelt sich um eine Simultankirche (evangelisch und katholisch); es gibt zwei Sakristeien.
Die einfache Hallenkirche mit quadratischem Grundriss wurde wie die Johanneskirche in Quelle vom Architekten Günter Schmidt entworfen. Mit dem erhöhten Altar und der seitlich davor stehenden Kanzel eignet sie sich baulich für die evangelisch-lutherische wie für die römisch-katholische Liturgie.
Die (mit den Sakristeifenstern insgesamt zwölf) Bleiglasfenster wurden von der Benediktinerin Erentrud Trost (1923–2004) aus der Abtei Varensell entworfen, die ähnliche Arbeiten für die Herz-Jesu-Kirche in Avenwedde und St. Pius in Wiedenbrück anfertigte. Ausführende Glaswerkstatt war die Firma Bernhard in Telgte. Das Hauptfenster im Altarraum ist eine Darstellung des Wortes Jesu aus dem Matthäusevangelium 11,28 (Kommt her zu mir alle, die ihr mühselig und beladen seid, ich will euch erquicken).
Die Orgel auf der Empore stammt aus der Werkstatt von Paul Faust in Schwelm. Das Instrument ist über 30 Jahre älter als die Kirche; gebaut wurde es 1926 für den Festsaal der Klinik, der bis zum Bau der Kreuzkirche für Gottesdienste genutzt wurde.
Die Größe der Kirche war auf den Bedarf der Klinik als geschlossener Anstalt (bis Ende der 1970er Jahre) mit etwa 1000 Langzeitpatienten zugeschnitten. In den 1950er und 1960er Jahren besuchten bis zu 200 Personen die Gottesdienste. Ursprünglich waren die Kirchenbänke rechts vom Altar für Frauen, die links vom Altar für Männer.

## Galerie

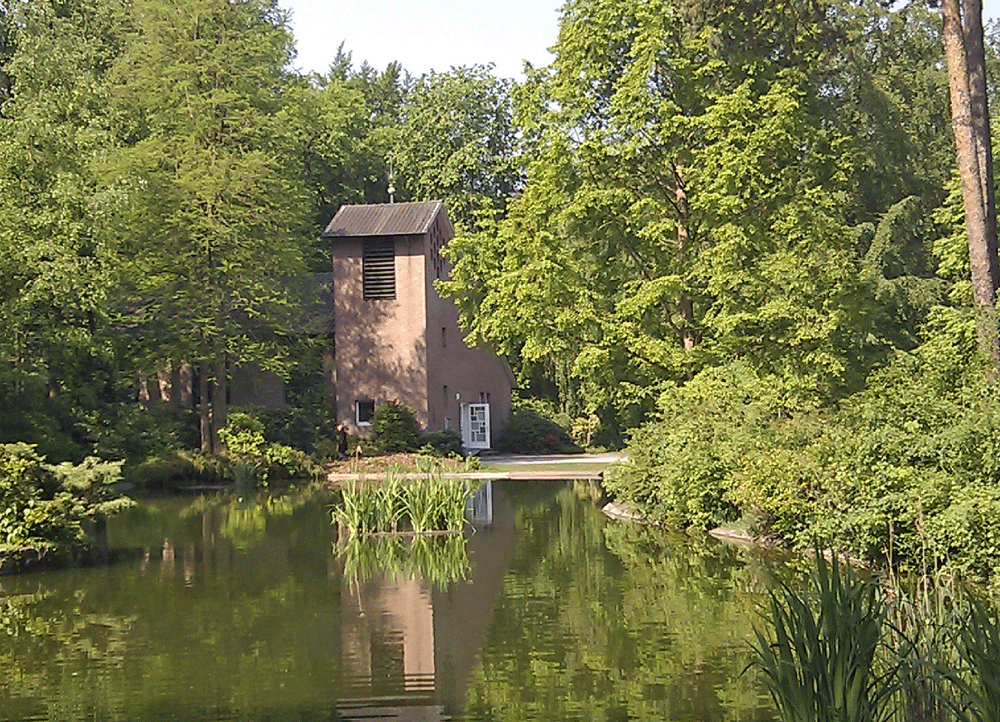
Die Kirche ist in den Park des LWL-Klinikums eingebettet.